# Околічна-на-Острове
Околічна-на-Острове (словац. Okoličná na Ostrove) — село в окрузі Комарно Нітранського краю Словаччини. Площа села 29,89 км². Станом на 31 грудня 2015 року в селі проживало 1502 жителі.

## Історія
Перші згадки про село датуються 1229 роком.

## Географія
Протікає Комарнянський канал.

## Населення
| Рік:            | 1994. | 2004.   | 2014.   | 2024.   |
| --------------- | ----- | ------- | ------- | ------- |
| Кількість осіб: | 1461  | 1427    | 1512    | 1442    |
| Різниця:        |       | -2,32 % | +5,95 % | -4,62 % |

| Рік:            | 2023. | 2024.   |
| --------------- | ----- | ------- |
| Кількість осіб: | 1451  | 1442    |
| Різниця:        |       | -0,62 % |